# Sebastian Mila
Pour les articles homonymes, voir Mila.
Sebastian Mila est un footballeur polonais né le 10 juillet 1982 à Koszalin (Pologne). Il évolue au poste de milieu de terrain.

## Carrière
- 2000-2001 : Lechia Gdańsk ( Pologne)
- 2001 : Wisła Płock ( Pologne)
- 2002-2004 : Dyskobolia ( Pologne)
- 2005-2006 : Austria Vienne ( Autriche)
- 2007-2008 : Vålerenga IF ( Norvège)
- 2008 : ŁKS Łódź ( Pologne)
- 2008-2014 : Śląsk Wrocław ( Pologne)
- 2015- : Lechia Gdańsk ( Pologne)[1]

## Palmarès
- Champion de Pologne en 2012 avec le Śląsk Wrocław
- Vainqueur de la Coupe de la Ligue polonaise en 2009 avec le Śląsk Wrocław
- Champion d'Autriche en 2006 avec l'Austria Vienne

## International
- 30 sélections - 6 buts.
- 1re sélection: Macédoine - Pologne (0-3), le 14 février 2003
- Il participe à la coupe du monde de football 2006 avec la Pologne